# Ranger 7
Ranger 7 was een Amerikaanse onbemande ruimtemissie naar de maan uit de jaren zestig. De missie van deze maansonde was het maken van close-up opnamen van het maanoppervlak.

## Wat voorafging
Het Ranger programma kende tot Ranger 7 geen succes: alle missies faalden. Dit tot toenemend ongenoegen van een meerderheid in de senaat. Na de mislukking van Ranger 5 barstte de bom: de gepikeerde volksvertegenwoordigers trokken alle financiële steun aan het Ranger-project in. Na een zwaar bevochten compromis kreeg NASA na veel vijven en zessen alsnog toestemming om de missies 7, 8 en 9 uit te voeren, maar slechts indien Ranger 6 wél succesvol was. Deze verkenner functioneerde goed, totdat op het cruciale moment de camera's weigerden en de robot zonder een foto naar de Aarde te zenden op de maan te pletter sloeg. De senatoren vonden dit resultaat echter voldoende en stemden toe in de laatste drie missies.

## Lancering

Schema van Ranger 7

De Ranger 7 werd gelanceerd op 28 juli 1964 met een Atlas-Agena draagraket vanaf het Cape Canaveral Air Force Station. Deze sonde woog 366 kg.

## Wetenschappelijke instrumenten

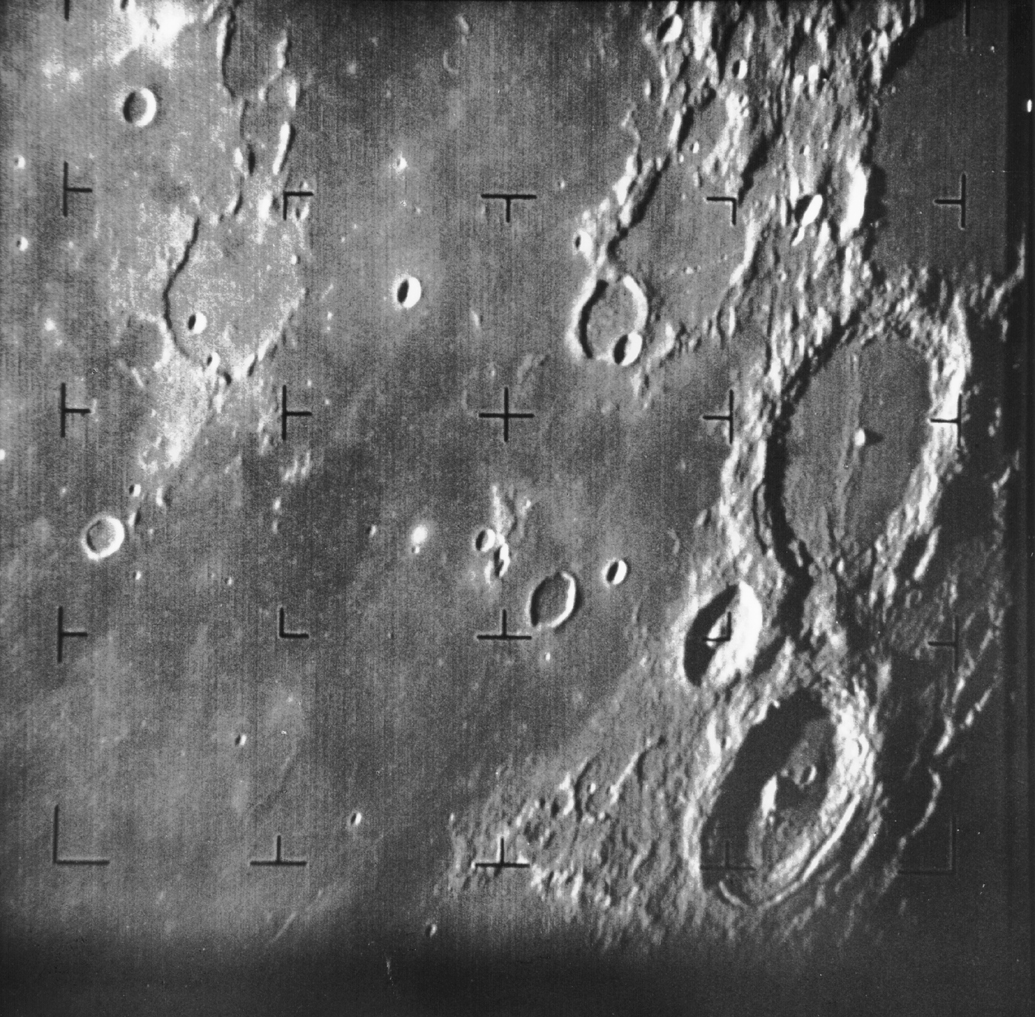
Eerste foto door Ranger 7, de eerste Amerikaanse close-up foto van de maan. Het gebied rechts, de Alphonsus krater, heeft een diameter van 119 km

Het enige wetenschappelijke instrument van Ranger 7 was een blok met zes tv-camera's. Van deze zes waren er twee groothoekcamera's met ieder 1150 beeldlijnen voor scherpe foto's, die om de beurt opnames maakten en in werking traden op een hoogte van 1600 km. Daarnaast droeg de robot vier camera's die een kleinere hoek fotografeerden met een resolutie van slechts 300 beeldlijnen. Deze werkten in paren en maakten om de 0,2 seconde opnames. Om een zo groot mogelijke oppervlakte in kaart te brengen richtte men de camera's niet op hetzelfde stukje maan, maar op verschillende gebieden van het maanoppervlak.

## Verloop van de vlucht

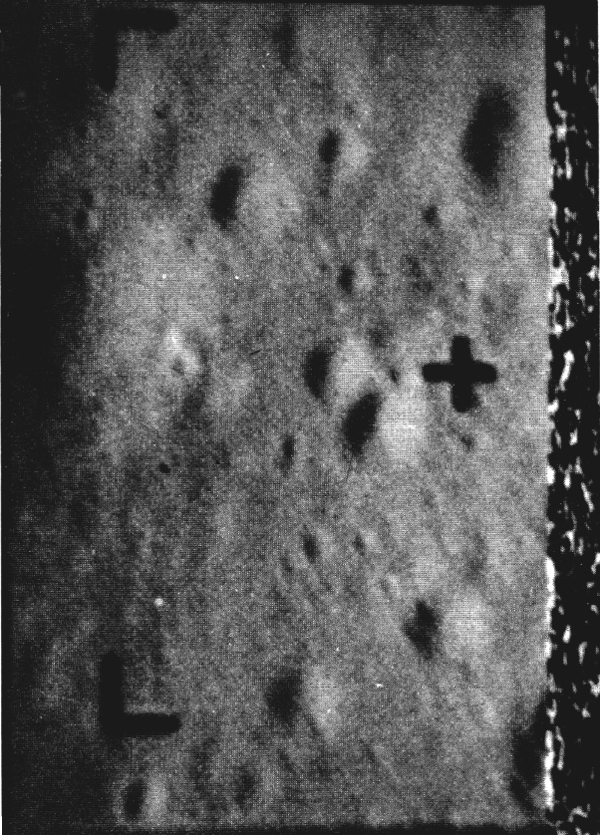
De laatste foto van Ranger 7, genomen op 487 meter hoogte. De robotverkenner sloeg tijdens het overseinen hiervan te pletter, vandaar de ruis rechts

Na een succesvolle lancering naderde Ranger 7 drie dagen later de maan. In de laatste 19 minuten van zijn vlucht werden de camera's ingeschakeld en, in tegenstelling tot zijn ongelukkige voorganger, reageerden deze dit keer positief op het activerings-signaal. Gedurende de laatste minuten van zijn missie zond Ranger 7 4316 foto's over, voor de verkenner op 31 juli 1964 na een vlucht van 65,6 uur te pletter sloeg op de maan op een positie van 19,5° W 8,5° Z in Mare Cognitum, op slechts 16 km van het oorspronkelijke doelgebied.

## Resultaten
Deze geslaagde missie zorgde voor de eerste Amerikaanse close-up foto's van de maan. De Ranger 7 leverde een schat aan informatie op door de vele gedetailleerde foto's. De geleerden konden kraters onderscheiden met een diameter van niet meer dan 30 meter. De laatste foto die de verkenner overseinde op een hoogte van 519 m, bestreek een oppervlak van slechts 30 × 50 meter en liet details zien van ongeveer 40 cm. Ter vergelijking: toentertijd waren de kleinst zichtbare details op de maan, gemaakt met behulp van een telescoop op Aarde, aanzienlijk groter: 150 meter.
Ranger 7 toonde aan dat de maan niet alleen veel inslagkraters had, maar tevens veel kraters die ontstonden als gevolg van drainage door het ondergronds wegstromen van vulkanisch materiaal. Op grond hiervan sloot men toen vulkanische activiteit niet uit. Maar latere missies, inclusief het Apolloprogramma, konden niet aantonen dat de maan vandaag de dag vulkanische activiteit vertoont.